# سیلاکاگا (شهاب‌سنگ)

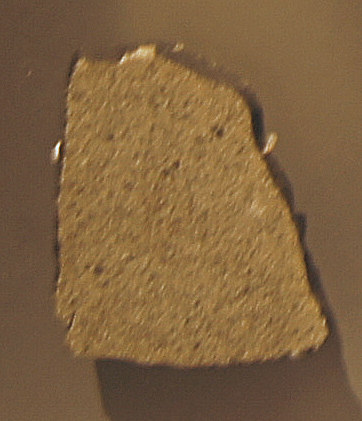
Sylacauga

سیلاکاگا (Sylacauga) شهاب‌سنگی است که در ۳۰ نوامبر ۱۹۵۴ و در ساعت ۲:۴۶ دقیقه بعد از ظهر در ایالت آلاباما آمریکا به شهرک سیلاکاگا اصابت کرد.
اولین انسانی که در تاریخ تا کنون شهاب سنگ به او اصابت کرده، آن هاجز (Ann Hodges) بود که پس از برخورد این شهاب‌سنگ با سقف خانه‌اش و خراب نمودن آن، در جایی که او در خانه بوده فرود آمده و او را مجروح کرده‌است این در حالیست که احتمال برخورد شهاب سنگ با سقف خانه شما بدون در نظر گرفتن احتمال اینکه به شمایی که در خانه هستید هم برخورد کند، یک به ۱۸۲ تریلیون و ۱۳۸ میلیارد و ۸۸۰ میلیون است.